# 府中基地

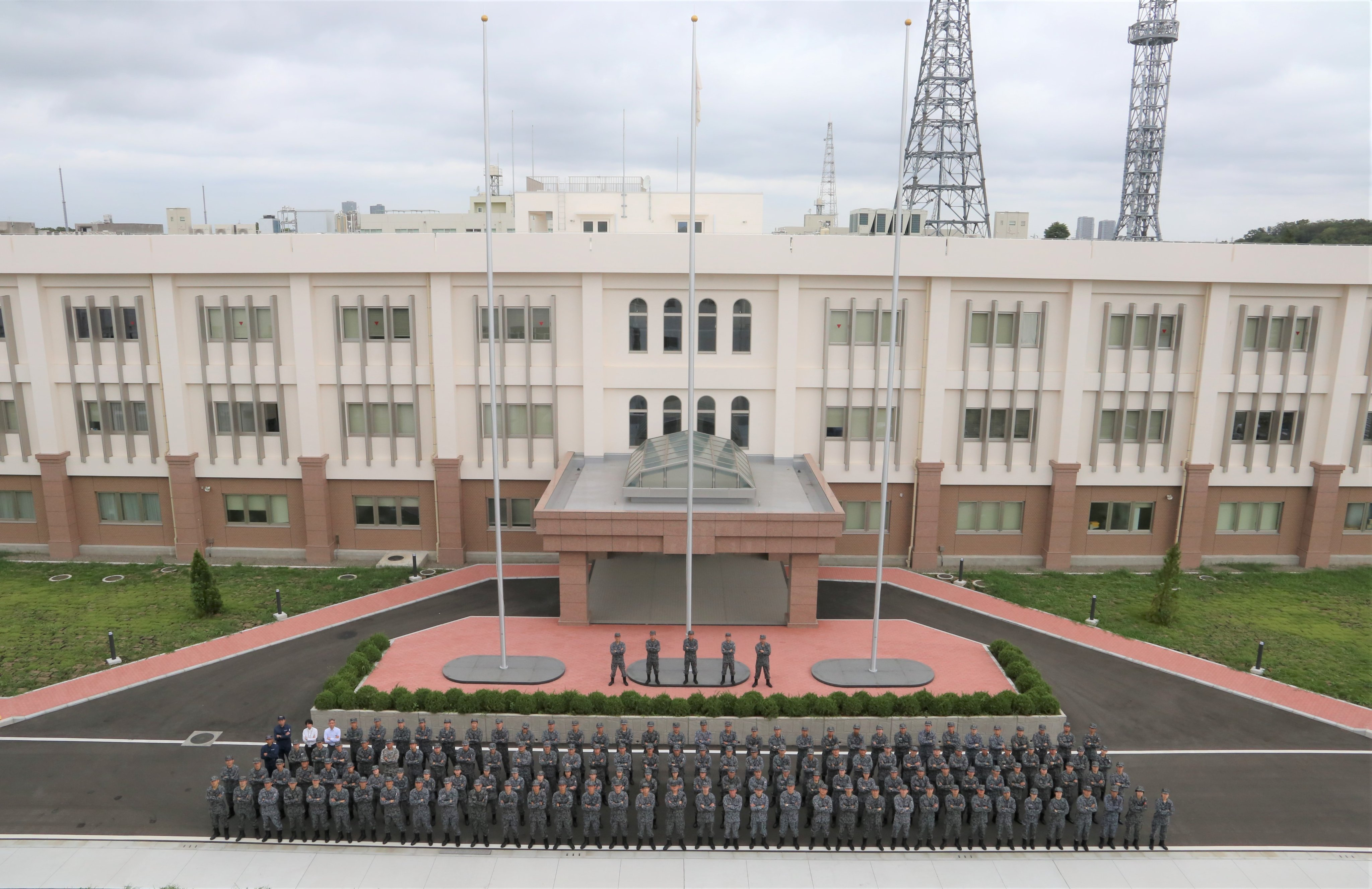
府中基地（新庁舎）

府中基地（ふちゅうきち、JASDF Fuchu Base）は、東京都府中市浅間町一丁目5番地の5に所在する航空自衛隊の基地である。飛行場施設はヘリポートがあるだけで滑走路は有していない。基地司令は航空気象群司令が兼補（2012年3月25日までは防空指揮群司令）。
2012年に横田基地に移転するまでは航空総隊司令部が所在しており、また、海上自衛隊も航空自衛隊中央救難調整所（RCC）から海難救助や航空救難の情報を得るため、航空救難情報中枢（RIC）と呼ばれる機能を置いて海上自衛官の救難連絡員を勤務させていた。
2020年5月18日、スペースデブリの監視を行う宇宙作戦隊が新編され、2022年3月17日、これを拡大発展させ宇宙作戦群が新編された。

## 沿革
- 1940年（昭和15年）7月31日：旧陸軍燃料廠として開設[6]。
- 1944年（昭和19年）3月1日：陸軍燃料廠が陸軍燃料本部に改編[7]。
- 1945年（昭和20年）9月2日：アメリカ軍が接収。
- 1957年（昭和32年）8月1日：用地が一部返還されたことに伴い、航空集団司令部及び航空保安管制気象群本部が編成され、航空自衛隊府中基地を併設[7]。
- 1958年（昭和33年）8月1日：航空集団司令部が航空総隊司令部に改編、府中基地隊が新編[7]。
- 1961年（昭和36年）7月15日：航空保安管制気象群本部を廃止し、航空管制気象団司令部を編成[7]。
- 1967年（昭和42年）10月25日：府中基地隊が防空指揮群に改編[7]。
- 1975年（昭和50年）6月30日：通信施設を除き全面返還。
- 1982年（昭和57年）12月16日：約56万平方メートルの米空軍府中基地を3分割で利用することが大蔵省地方審議会で決定され、現在の敷地となる[7]。
- 1989年（平成元年）3月16日：航空支援集団及び航空気象群が新編。
- 2009年（平成21年）1月27日：新自動警戒管制システムJADGEの配備を完了する[8]。
- 2012年（平成24年）3月26日：航空総隊司令部及び作戦情報隊、防空指揮群が航空自衛隊横田基地（在日米軍横田飛行場内に新設）に移転。府中基地司令職及び基地業務機能が防空指揮群から航空気象群に移管。
- 2013年（平成25年）4月1日：航空保安管制群本部及び電子開発実験群が入間基地から移転。
- 2014年（平成26年）8月1日：航空開発実験集団司令部が入間基地から移転[9]。
- 2018年（平成30年）3月27日：飛行管理隊が入間基地から移転。
- 2020年（令和02年）5月18日：宇宙作戦隊が新編[3]。
- 2022年（令和04年）
  - 3月17日：宇宙作戦隊を拡大発展させ宇宙作戦群が新編[4][5]。
  - 7月4日：航空開発実験集団司令部及び航空気象群本部等が使用する新庁舎が完成し、記念式典が挙行[10]。
- 2023年（令和05年）3月16日：航空中央音楽隊が立川分屯基地から移転[11][12]。

## 配置部隊等

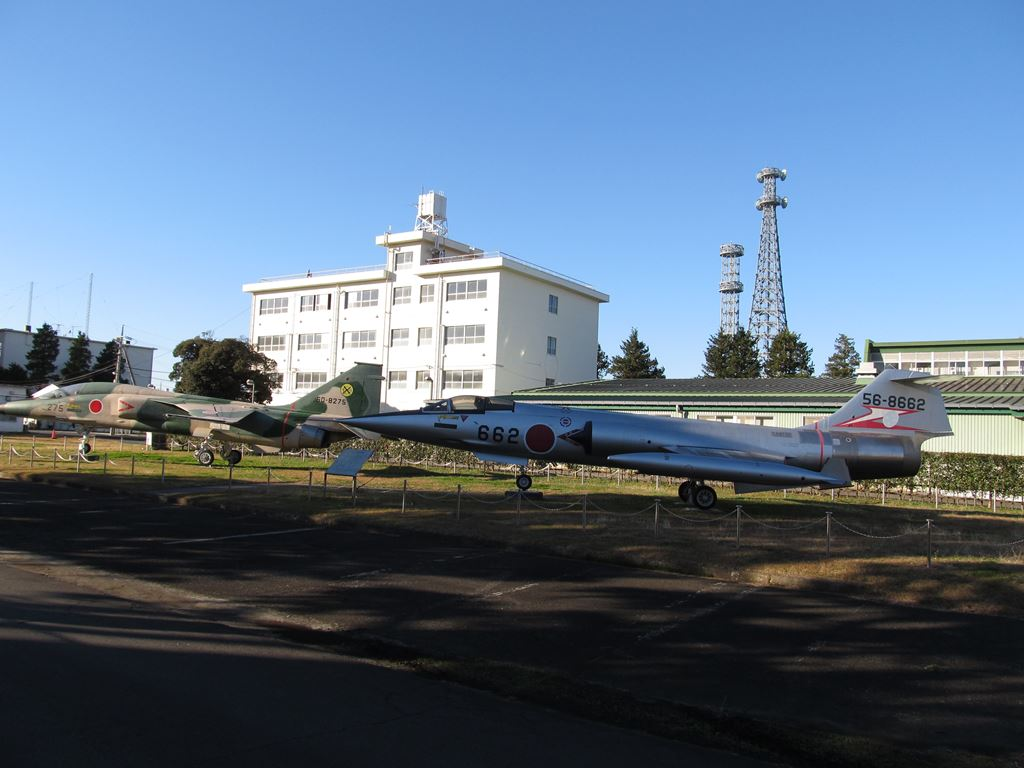
府中基地旧庁舎

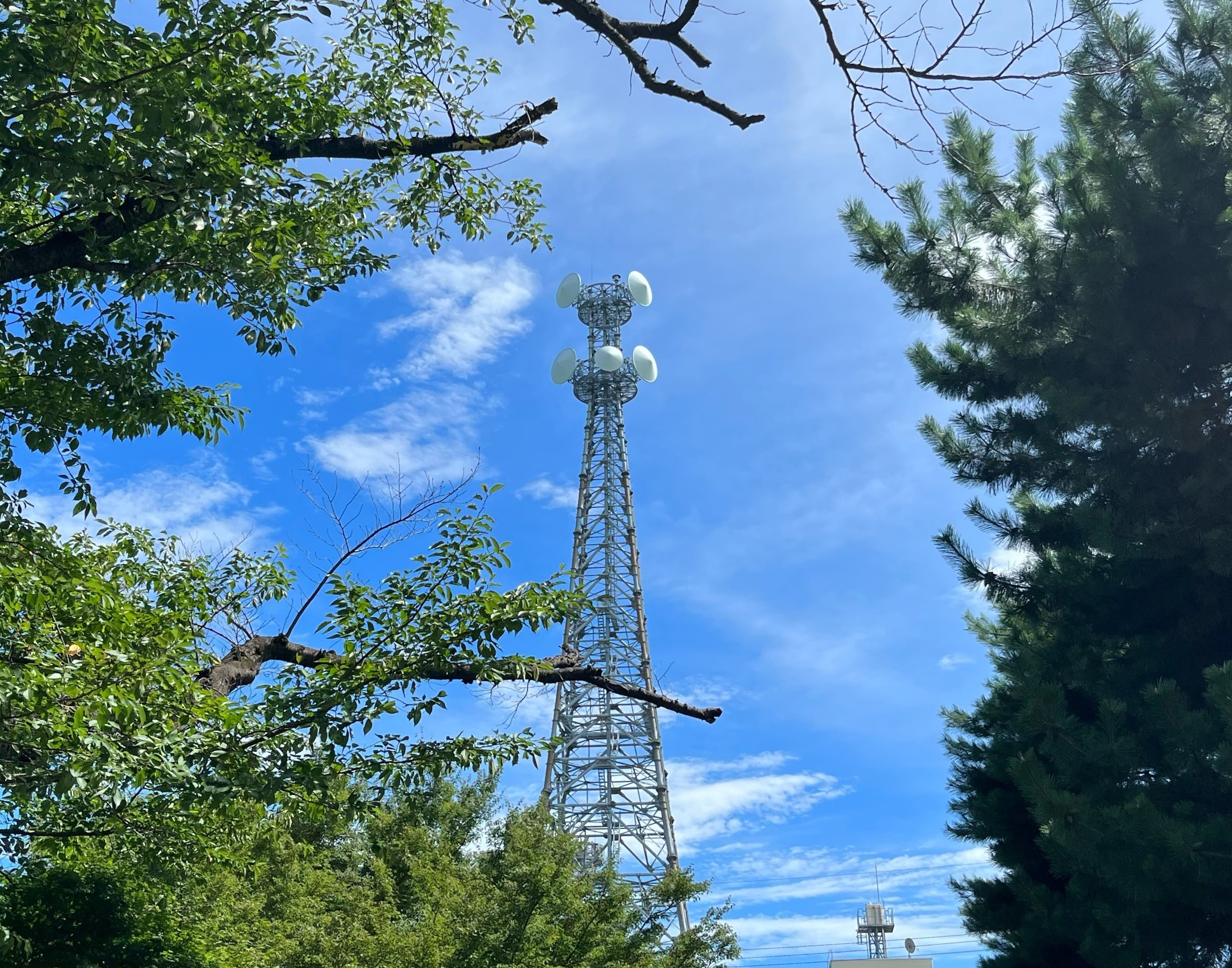
府中基地内の100m鉄塔（無線電波送受信アンテナ）

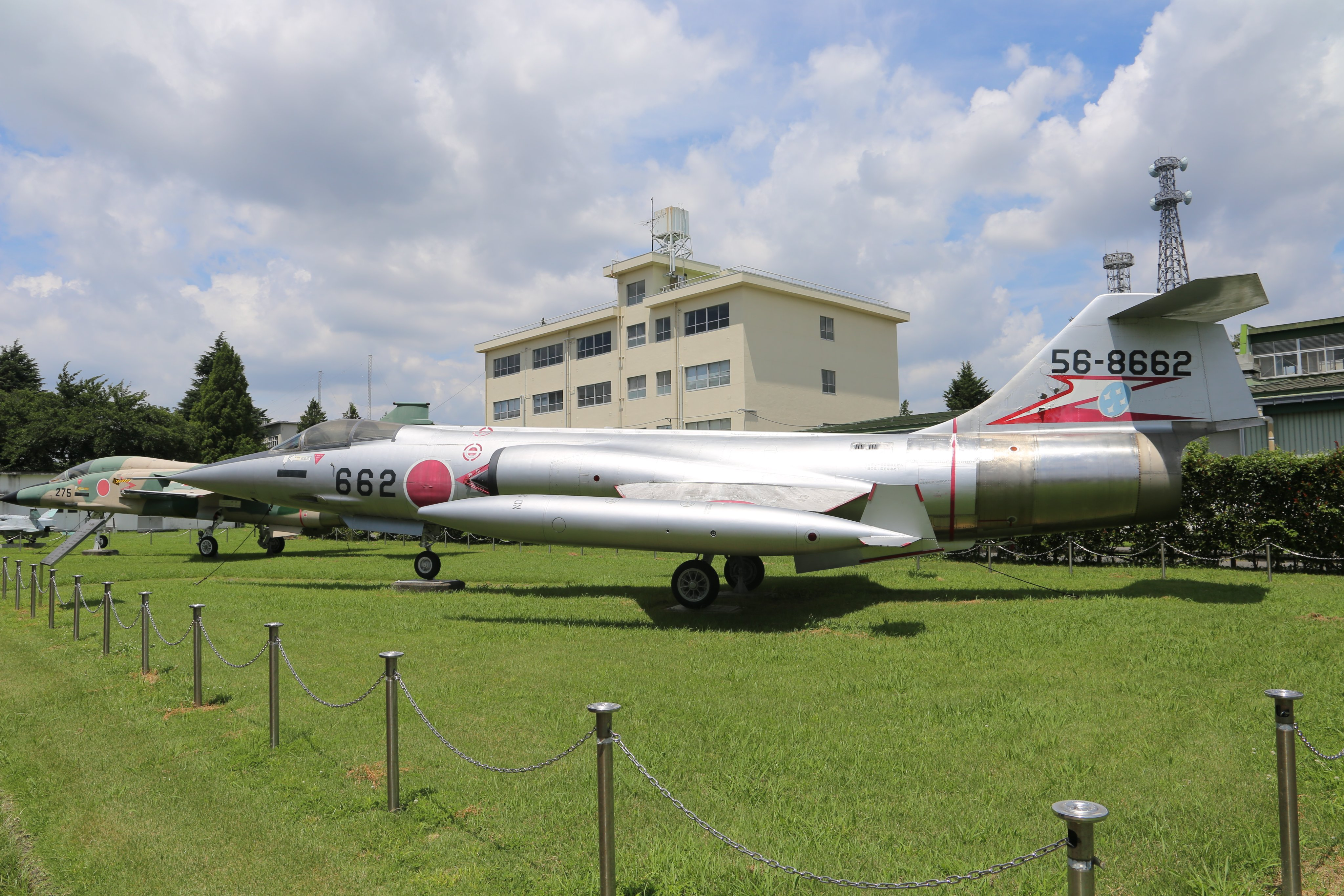
基地内に展示されているF-104戦闘機

### 航空自衛隊
- 航空支援集団司令部
- 航空保安管制群
  - 群本部
  - 飛行管理隊
  - 飛行情報隊
- 航空気象群
  - 群本部
  - 中枢気象隊
  - 基地業務隊
- 航空開発実験集団
  - 団司令部
  - 電子開発実験群
- 宇宙作戦群
- 航空中央音楽隊

### 陸上自衛隊
- 陸上自衛隊中央管制気象隊
  - 気象中枢班
- 東部方面隊
  - 自衛隊東京地方協力本部
    - 三多摩地区隊府中分駐所

### 共同の部隊
- 自衛隊情報保全隊
  - 東部情報保全隊
    - 府中情報保全派遣隊

### 地方支分部局
- 北関東防衛局
  - 装備部
    - 装備第2課

## 航空管制
| GND | 123.3MHz,246.6MHz |
| TWR | 130.80MHz         |
| RDR | 261.4MHz          |

TWRは調布、RDRは横田